# Coitocentrismo
El coitocentrismo es la idea o creencia de que, en una relación sexual, la penetración (o coito) es la práctica por antonomasia. En el, se tiende a jerarquizar la sexualidad en dos: por un lado las prácticas que son vistas como «significativas, adultas y completas»; por el otro, aquellas que son vistas como «vanas, infantiles e inmaduras».
El término es ubicado como una de las características de la sexualidad hegemónica y normativa, la cual además deberá ser procreativa, genital, monógama, en el matrimonio, naturalizada, por amor, en casa, de a dos, y, por supuesto, heterosexual. El resto de prácticas serán rechazadas y tachadas de «anormales», innaturales, o enfermas. Aunque se acepta que el coitocentrismo también está presente como norma en relaciones homosexuales.
La aparición del concepto de coitocentrismo y su crítica viene de la mano de la reforma sexual ocurrida en el siglo XX y a los últimos avances tecnológicos en materia de anticoncepción y aborto, gracias a los que está extendiendo la nómina de prácticas sexuales socialmente aceptadas.

## Diferencia entre «relación sexual» y «coito»
Históricamente, se ha dado la costumbre de sinonimizar los términos «relación sexual» y «coito». Se debe entender que el coito vendría siendo una de las tantas prácticas sexuales que se puede dar en una relación, además de las caricias, besos, masturbación mutua y el sexo oral, donde se inserta el pene dentro de la vagina o ano. Esta confusión entre los términos ha hecho negar el nombre y el estatus de «relaciones sexuales» a las aquellas prácticas en las que no se ha producido penetración o a no considerarlas una vía de obtención de placer u orgasmo.
Además, la práctica ha estado ligada con el concepto de «falocentrismo»; es decir, la reducción del cuerpo masculino al pene al minimizar otras zona sensitiva y de placer y la emotividad, atributos necesarios para relaciones armónicas al interior de la pareja.

### Conceptualización
Los investigadores suelen utilizar el término «relaciones sexuales» para referirse a las relaciones sexuales pene-vaginales, mientras que utilizan palabras específicas para otros comportamientos sexuales. Los académicos Richard M. Lerner y Laurence Steinberg afirman que los investigadores también «raramente revelan» cómo conceptualizan el sexo «o incluso si resolvieron posibles discrepancias» en las conceptualizaciones del sexo, y atribuyen el enfoque de los investigadores en el sexo pene-vaginal a «la preocupación de la cultura en general con esta forma de actividad sexual». Este enfoque también puede relegar otras formas de actividad sexual mutua a los (maldenominados) «juegos previos» o contribuir a que no se consideren «sexo real», y limita el significado de violación. También puede ser que la combinación conceptual de la actividad sexual con el coito vaginal y la función sexual dificulte y limite la información sobre el comportamiento sexual que pueden tener las personas no heterosexuales, o la información sobre los heterosexuales que pueden tener actividad sexual no vaginal.

## En religión
En Occidente, la tradición judeocristiana ha estado vinculada en el sostenimiento del coitocentrismo. Según esta tradición, el acto sexual es válido solo en el matrimonio, y se vuelve un medio para expresar sentimientos íntimos, adquirir responsabilidades y, sobre todo, reproducir a la especie. Según esta doctrina, tanto la sexualidad no heterosexual como la heterosexual extramarital son inmorales. Para los libertarios, es la falta de consentimiento, o un desequilibrio de poder - como el coito obligado - lo que es inmoral; pero para muchos conservadores la coerción marital no es inmoral. Se lo contextualiza como uno de los «lastres» patriarcales.

## Efectos
A menudo, se ha acreditado al coitocentrismo de las parejas mixtas como uno de los principales contribuyentes a la brecha del orgasmo; múltiples estudios sobre comportamiento y actitudes sexuales han concluido que muchas de estas parejas priorizan la penetración (PIV) y la satisfacción del varón (ya que la mujer no posee tanta sensibilidad en la vagina), dando a entender que se trata de algo social y cultural.